# Stiff Upper Lip World Tour
Stiff Upper Lip World Tour var en turné av AC/DC

## Göteborg
24 juni 2001 spelade AC/DC på Ullevi i Göteborg för 50.250 besökare.
Förband till denna konsert var Megadeth samt Lok/Hardcore Superstar

### Låtarna
1. Stiff Upper Lip
2. You Shook Me All Night Long
3. Problem Child
4. Thunderstruck
5. Hell Ain't A Bad Place To Be
6. Hard As A Rock
7. Shoot To Thrill
8. Rock'N'Roll Ain't Noise Pollution
9. What Do You Do For Money Honey
10. Bad Boy Boogie
11. Hells Bells
12. Up To My Neck In You
13. She's Got The Jack
14. Back In Black
15. Dirty Deeds Done Dirt Cheap
16. Highway To Hell
17. Whole Lotta Rosie
18. Let There Be Rock
19. T.N.T.
20. For Those About To Rock (We Salute You)